# Сікст III
Святий Сікст III (лат. Sixtus; ? — 18 серпня 440, Рим, Західна Римська імперія) — сорок четвертий папа Римський (31 липня 432—18 серпня 440).

## Понтифікат
Під час його понтифікату відбувалось бурхливе будівництво храмів у Римі. Зокрема, було освячено базиліку Святої Сабіни на Авентинському пагорбі та Базиліку Санта Марія Маджоре. Присвячення останньої церкви Святій Марії було викликане прийнятим у 431 році рішенням про визнання її Богородицею на екуменічній раді в Ефесі.
Сікст III відрядив Святого Патрика з місією в Ірландію.